# Marti Matulis
Marti Matulis, född 4 juli 1970 i Orange, Kalifornien, är en amerikansk skådespelare.
Matulis har bland annat medverkat i TV-serien Evil. Han har även medverkat i filmerna Studio 666 och The Erl King där han spelar titelkaraktären.

## Filmografi (i urval)
- 2019–2022 – Evil (TV-serie)
- 2022 – Studio 666
- 2022 – The Erl King
- 2019 - The Mandalorian